# Río Guadalmoral
Río Guadalmoral är ett vattendrag i Spanien.   Det ligger i provinsen Province of Córdoba och regionen Andalusien, i den södra delen av landet, 300 km söder om huvudstaden Madrid.